# Napsugár (folyóirat)
A Napsugár 1957 januárjától Kolozsváron megjelenő, kisiskolások számára szerkesztett magyar nyelvű gyermeklap. Életre hívására 1956 őszén született döntés (a szerkesztőség októberben alakult meg) a forrongó magyarországi helyzet, a forradalom és szabadságharc hatásának taktikai csillapítására, valamint az erdélyi magyar ifjúsági és gyermeksajtó megteremtését sürgető igényekre.

## Szerkesztői, munkatársai
Főszerkesztői: Asztalos István (1957–60), Farkas János (1960-87, ill. 1990–92), Tar Károly (1987–88), Murádin Jenő (1988–90), Zsigmond Emese (1992–2020), László Noémi (2020–). Az alapító szerkesztőség tagjai voltak: Bajor Andor, Fodor Sándor, Méhes György, Hervay Gizella, Tamás Mária írók, költők, Soó Zöld Margit és Kádár Tibor képzőművészek. A kisebbségi helyzetre jellemzően a folyóirat 1989 előtti korszakában munkahelyet és szellemi fedezéket nyújtott az erdélyi magyar irodalom nem egy kiválóságának. A lap szerkesztője volt Lászlóffy Aladár, Kányádi Sándor, Bálint Tibor, Kádár János, Németi Rudolf, Jánky Béla. Jelenleg is belső munkatárs a laphoz később került Müller Katalin és Venczel János.
Az ifjúságnevelés döntően fontos feladatát átérezve a folyóiratnak kezdettől fogva rangos munkatársai voltak. Írásaival folyamatosan jelen volt a lapban az említettek mellett Szilágyi Domokos, Veress Zoltán, Sütő András, Majtényi Erik, Jancsik Pál, Palocsay Zsigmond, Marton Lili, Szőcs Ráchel, Gáll Margit továbbá a fiatalabb szerzők között Szántai János, Kovács András Ferenc, Visky András, Egyed Emese, Cseh Katalin, Mészely József, Simonka László. Mosoni B. Magdolna földrajzi leírásait is a Napsugár adta közre. A lap ízlésnevelő grafikai megjelenését a képzőművész munkatársak biztosították: Bene József, Tollas Júlia, Arz Helmut, Fux Pál, Andrásy Zoltán, Cseh Gusztáv, Árkossy István, Rusz Lívia, Kopacz Mária, ifj. Feszt László, Unipan Helga, Deák Ferenc, Forró Ágnes, illetve belső munkatársként Soó Zöld Margit és Venczel János. Az élő székely néptánccal kapcsolatos írásaival Székely Dénes koreográfus jelentkezett a lap hasábjain.

## Felügyelete, tartalma
A folyóirat felett kezdetben az Ifjúmunkás Szövetség, illetve a KISZ gyakorolt védnökséget, 1967-től pedig a Pionírszervezet Országos Tanácsa kiadványaként jelent meg. A védnökség és felügyelet állandó cenzúrát jelentett, minden egyes szám nyomda előtti kötelező bemutatását. A belpolitikai helyzet függvényében ez az ellenőrzés szigorodott vagy enyhült. Különösen nehéz volt az 1958-1965 közötti időszak, mely egybeesett az erdélyi magyar értelmiségre nehezedő súlyos megtorlással, számos képviselője bebörtönzésével, a maradék intézmények megszüntetésével. Enyhültebb légkörben szerkeszthették a lapot 1966-1971 között, majd ismét szigorodtak az idők az ún. román "kulturális forradalom" és a Ceaușescu-diktatúra folyamatos megszorító intézkedései idején. 1974-ben nagyarányú oldalszámcsökkenést rendeltek el, és megszüntették a negyedévenként megjelent Műsormellékletet is.
Mindezek ellenére a folyóirat munkatársai, szépírói és költői megtalálták a lehetőségét annak, hogy a sorok mögötti gondolatokkal, mintegy „madárnyelven” írva szóljanak olvasóikhoz. Nagyon sokszor ez a fórum volt az egyetlen, ahol, ha áttételesen is, de ki tudtak mondani a diktatúrára veszélyes igazságokat, s el tudták kerülni az irodalmi lapokra is rákényszerített hangzatosságokat, üres szólamokat. A romániai magyar gyermek- és ifjúsági irodalom jelentős művei először a Napsugárban jelentek meg folytatásokban és állandóan bővített változatokban. Így kelt életre Veress Zoltán verses meséje, a Tóbiás és Kelemen, illetve az Irgum-burgum Benedek, Bajor Andortól az Egy bátor egér viszontagságai és Fodor Sándor Csipikéje.
Számos vers és prózai írás került át a folyóiratból az évtizedek során megjelent kötetekbe. Ezek között említjük Lászlóffy Aladár, Kányádi Sándor, Bálint Tibor, Bajor Andor, Méhes György, Palocsay Zsigmond, Jánky Béla, Kovács András Ferenc írásait.

## 1989 után
A lap szerkesztői 1989 után vállalták a jogfolytonosságot, és változatlan program szerint kívánták az alapvető emberi értékek s most már kimondhatóan is a nemzeti önazonosságtudat és a magyarság történelmi, művelődési hagyományainak szellemében a gyermeknevelést támogatni. Az 1991-ben megalakult Napsugár Kft. átvette a folyóirat és a vele párhuzamosan szerkesztett Szivárvány (az óvodások lapja) terjesztését és fokozatosan önálló adminisztrálását is. Főszerkesztője 1990-92 között Farkas János volt, majd Zsigmond Emese. A szerkesztőség belső munkatársa Murádin Jenő, grafikusai-képszerkesztői Müller Kati és Venczel János. A két lap 1997-ben 25-25 ezer példányban jelent meg.

## További irodalom
- Banner Zoltán: A Napsugár illusztrációi. Utunk 1959/4.
- Panek Zoltán: Kétszáz vers – gyermekeknek. Utunk 1959/4.
- Kántor Lajos: Gyermekköltészet és láttatás. Korunk 1966/10.
- Kántor Lajos-Láng Gusztáv: Romániai magyar irodalom 1945-1970. 1971.
- A Napsugár negyedszázada. Korunk 1982/6.
- Jakobovits Miklós: Helyszín. Kolozsvár. 1993.
- Bálint Tibor: Süss fel, Nap! Művelődés 1993/5.
- S. Muzsnay Magda: Napsugár-köszöntő. Szabadság 1997. jan. 14.

## Külső hivatkozások
- 50 éves a Napsugár gyermeklap. www.napsugar.ro
- Kuszálik Péter: A romániai magyar sajtó 1989 után. www.transindex.ro
- Zsizsmann Erika: Felnőttesebbé és technikailag változatosabbá vált a gyermekillusztráció. transtelex.ro. (Hozzáférés: 2023. szeptember 10.)